# Krampouz
Krampouz est une entreprise française spécialisée dans la fabrication de crêpières (billigs), gaufriers, planchas, grils, accessoires, etc.

## Histoire

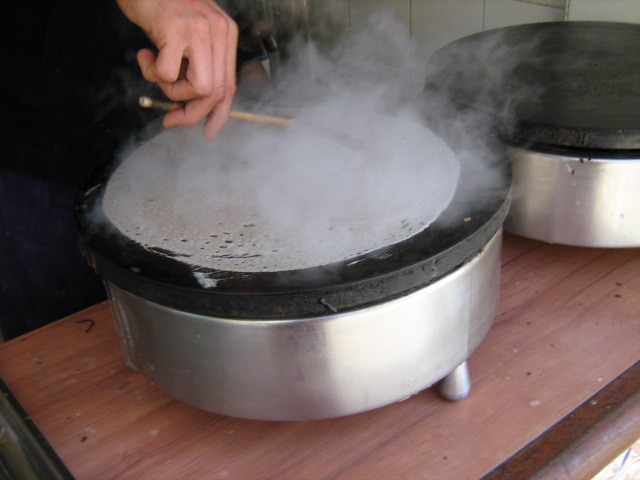
Billig à gaz.

En 1945,  Jean-Marie Bosser, électricien de Pouldreuzic, bricole une billig électrique pour répondre à une demande de sa belle-sœur[réf. à confirmer],. En 1949, il fonde sa propre entreprise de fabrication de billigs : Krampouz (du mot krampouezh, crêpe en breton). 
Après le départ de Jean-Marie Bosser, son fils Michel prend la suite. Il développe l'entreprise, qui déménage en 2001 dans un local de 3 000 m2 à Pluguffan,. 
Spécialisée dans la fabrication de billigs, elle se diversifie par la suite dans les gaufriers, grils, planchas, ainsi que les accessoires et chariots. Une billig pour les particuliers, « la verte » est créée sur la base du matériel professionnel.
En 2005, la société annonce exporter 25 % de sa production et employer 40 personnes.
En octobre 2006, Serge Kergoat devient actionnaire majoritaire.
En 2008, la société exporte 30 % de sa production dans 120 pays.
En 2016, le chiffre d'affaires est estimé à 14,8 millions d'euros. 
En 2017, la société est présente dans 160 pays et emploie 70 salariés. 
En octobre 2019, le géant de l'électroménager SEB rachète Krampouz. La société réalise à ce moment un chiffre d'affaires annuel d'environ 18 millions d'euros avec 90 salariés.